# Joachim-Egon de Fürstenberg
Joachim-Egon Maximilien Frédéric Léon Joseph Marie Hubert Prince de Fürstenberg (né le 28 juin 1923 au château de Grund à Sýkořice, Tchécoslovaquie et mort le 9 juillet 2002 à Donaueschingen) est un entrepreneur allemand et chef de la maison Fürstenberg. 

## Biographie
Il est le fils de Maximilien-Egon de Fürstenberg (1896-1959) et de la comtesse Wilhelmine de Schönburg-Glauchau (1902-1964). Après avoir passé les premières années de son enfance au château de Grund et au palais Fürstenberg à Prague, il déménage avec sa famille à Donaueschingen. En 1933, son père reprend la Fürstlich Fürstenbergische Gesamtverwaltung à Donaueschingen. 
Joachim-Egon de Fürstenberg fréquente le pensionnat du château de Salem, le Fürstenberg-Gymnasium de Donaueschingen, le collège jésuite Saint-Blaise dans la Forêt-Noire et l'école de commerce de Fribourg-en-Brisgau, où il obtient son diplôme en 1941. Puis il est appelé dans l'armée où il obtient le garde de lieutenant. 
Après son retour de prisonnier de guerre en France, il travaille dans l'administration de la Fürstlich Fürstenbergische Gesamtverwaltung. Avec son épouse, la comtesse Paula de Königsegg-Aulendorf et ses enfants, il est reste isolé au château de Hohenlupfen. Lorsque son oncle Charles-Egon V de Fürstenberg meurt sans enfant en 1973, il devient chef de la maison Fürstenberg. 
À partir des années 1990, il cède progressivement la responsabilité de l'entreprise à son fils aîné, Henri. Joachim-Egon, prince de Fürstenberg, décède le 9 juillet 2002 après une longue maladie à Donaueschingen.

## Mariage et descendance
Joachim-Egon de Fürstenberg épouse le 25 juin 1947 la comtesse Paula de Königsegg-Aulendorf (1926-2019) et a six enfants: 
- Amélie-Egona (1948-2014)
- Marie-Antoinette (née en 1949)
- Henri (1950-2024)
- Charles-Frédéric (* 1953)
- Jean (* 1958, fils adoptif de Charles-Egon V.)
- Anne-Lucie (née en 1965)

## Honneurs
Il est parmi les autres citoyens d'honneurs de Donaueschingen, Heiligenberg, Friedenweiler et Weitra, sénateur honoraire de l'Université de Constance, commandeur de l'ordre du Mérite de la République fédérale, de l'ordre du mérite de l'État de Bade-Wurtemberg (1978), commandeur de la papauté Saint-Grégoire, chevalier de l'ordre autrichien de la Toison d'or, Honneur et dévotion Grand Croix du bailli de l'ordre souverain de Malte .